# Club de Deportes Green Cross Antofagasta
El Club de Deportes Green Cross Antofagasta es un equipo de básquetbol de Chile de la ciudad de Antofagasta en la Región de Antofagasta. Cabe a destacar que el club está afiliado a la Federación de Básquetbol de Chile a través de la Asociación de Basquetbol de Antofagasta.

## Historia
La entidad fue fundada el 7 de abril del año 1925, por un grupo de deportistas del sector puerto encabezados por Santiago Kegevic, Luis Chamy, Juan Rendic, Vladimiro Glasinovic, Ricardo Miranda, Juan Pletikosic y otros. La primera reunión se realizó en calle Condell 519 donde estaba la oficina de Luis Chamy. Y comenzó con un empate en la propuesta del nombre del club entonces buscaron en las páginas de los diarios, en la sección “Movimiento marítimo” para tomar el nombre de un barco. Comprobaron que ese día arribaba solo el buque “Green Cross” y no hubo dudas. Nació el Club de Deportes Green Cross de Antofagasta, de paso ocuparon como insignia la del Green Cross de Santiago. A las 21.30 horas se inició la sesión constitutiva. La mesa directiva quedó designada de la siguiente manera: 
- Presidente: Santiago Kegevic.
- Secretario: Luis Chamy.
- Tesorero: Juan Rendic.

Finalmente el club obtiene su personalidad jurídica mediante el decreto 182 del 13 de enero de 1937. El 25 de febrero de 1990, de acuerdo a la Ley 19.418 debió reconocer filas en el Registro de Organizaciones Comunitarias, en la Municipalidad. Y posteriormente, en el 2004, cobijarse en Chiledeportes, para poder optar a proyectos deportivos.

## Estadio
El club ejerció de local en un primer recinto  ubicado en calle Latorre, el cual en el año 1959 fue designado como subsede del Campeonato Mundial de Baloncesto de 1959. El recinto albergó los partidos del grupo C de la ronda preliminar compuestos por los conjuntos de Bulgaria, Filipinas, Puerto Rico y Uruguay. También cabe a destacar que en 1986, la banda Los Prisioneros ofreció un concierto en estas inmediaciones.
En el año 2008, Green Cross debió vender de una porción de los terrenos del estadio para poder reunir fondos para la construcción de un nuevo gimnasio techado, luego de no prosperar antiguos acuerdos con el Ministerio de Defensa Nacional. Es por esto, que con los nuevos recursos recaudados y bajo la presidencia del periodista y ex deportista, Juan Antonio Marrodán, se gestó la construcción del nuevo recinto con aportes deportivos del Bicentenario de Chile. Durante esta remodelación, el club ejerció de local en otros complejos deportivos de la ciudad.
El nuevo Estadio Green Cross, diseñado para albergar deportes en recinto cerrado, así como eventos sociales y culturales, está completamente equipado y a disposición de la asociación de basquetbol local de Antofagasta. Cuenta con techumbre e iluminación completas, cuatro camarines para jugadores, vestuarios diferenciados para damas y varones, camarines exclusivos para árbitros, módulos para bancas de suplentes, además de espacios destinados a la mesa de control, prensa y radio.

## Destacados
El club ha sido un gran aporte para el desarrollo del baloncesto local, en dónde jugadores como Santiago Kegevic, Raúl Garfias, Francisco Llagostera, Pedro Durán Berenguela, Vicente Insinilla Lazcano, Enrique Cáceres, Meny Jo Delgado, Pablo Zuanic Bennett, Raúl Sepúlveda, Eduardo Lyons, Waldo Contreras, Jorge Pizarro, Homero Ávila, los hermanos Chaparro,  Pedro Aguilar Solorza, Raúl Linch, Germán Araos, Nicolás Lanfranco, Jorge Pérez, Héctor Segura Monárdez, Carlos Pinkas, Jorge Machulás, Hugo Torres, Luis Chamy, Santiago Depolo, René "Cachete Solar, Ignacio Hurtado, Fresia Rivera, Juan Aldo Rojas y Juan Antonio Marrodán Pinto.

## Himno
El himno del club está basado en la canción Los estudiantes pasan de la película Ayúdeme usted compadre dirigida Germán Becker en 1968. La interpretación estuvo a cargo de Mario Barraza Rojas, quien también es la voz del himno de Deportes Antofagasta, mientras que la producción fue realizada por Juan Antonio Marrodán.

## Entrenadores
- Jose Rosendo Gahona (2007-2011)[2]
- Juan Cabrera Peña  (2011-2021)[3]

## Palmarés
Bowling Femenino
- Torneo Oficial de la Asociación de Bowling de Antofagasta: 2008
- Torneo de Clausura de la Asociación de Bowling de Antofagasta: 2008

Basquetbol Femenino

### Campeonato Nacional: 2003
Basquetbol Masculino
XXXI Torneo Santiago Wong Jara 2016
Subcampeón Torneo Renato Raggio Catalan 2016

• Campeón del campeonato ABA U19 2022